# Jan Zieliński (senator)
Jan Zieliński (ur. 1872, zm. 1938) – polski polityk, senator III kadencji w II RP.
W wyborach parlamentarnych w 1930 roku został zastępcą senatora z listy nr 1 (BBWR) z województwa lubelskiego. Po śmierci Ryszarda Błędowskiego (12 lipca 1932 roku) został senatorem. Zaprzysiężenie nastąpiło 21 stycznia 1933 roku.